# Kojrany (Wilno)
Kojrany (lit. Kairėnai) – lewobrzeżna część Wilna, w dzielnicy administracyjnej Antokol; pełni funkcje mieszkaniowe.
W 1974 na Kojranach założono nowy Ogród Botaniczny Uniwersytetu Wileńskiego.

## Historia
Pierwsza wzmianka o Kojranach pochodzi z przywileju króla Polski Zygmunta I Starego z 4 września 1545. W Rzeczypospolitej Obojga Narodów leżały w województwie wileńskim, w powiecie wileńskim. Odpadły od Polski w wyniku III rozbioru.
W XIX i w początkach XX w. położone były w Rosji, w guberni wileńskiej, w powiecie wileńskim. Po utworzeniu wołości w 1861, przez kilka lat siedziba gminy Kojrany, następnie, po przeniesieniu zarządu gminnego do Mickunów, należały do gminy Mickuny. Po I wojnie światowej pod administracją polską, w Zarządzie Cywilnym Ziem Wschodnich. W latach 1920–1922 w składzie Litwy Środkowej.
Od 11 kwietnia 1922 leżały w Polsce, w województwie wileńskim, w powiecie wileńsko-trockim, w gminie Mickuny. W 1931 miejscowość liczyła:
- majątek – 71 mieszkańców, zamieszkałych w 3 budynkach,
- folwark – 9 mieszkańców, zamieszkałych w 2 budynkach[4].

Po II wojnie światowej w granicach Związku Sowieckiego. Od 1991 na niepodległej Litwie.